# Икар (лунный кратер)
Кратер Икар (лат. Icarus) — большой древний ударный кратер, расположенный в экваториальной области обратной стороны Луны. Название присвоено в честь персонажа древнегреческой мифологии Икара и утверждено Международным астрономическим союзом в 1970 г. Образование кратера относится к донектарскому периоду.

## Описание кратера

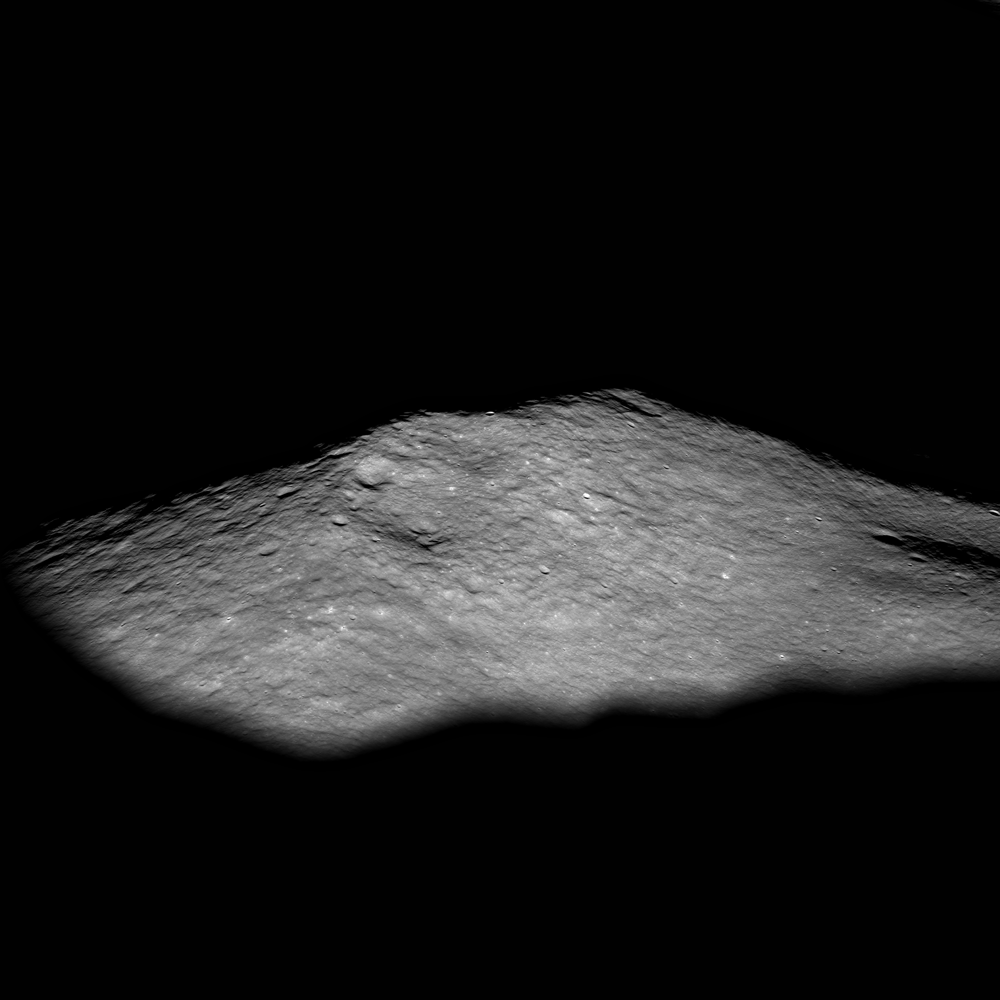
Центральный пик кратера Икар. Снимок зонда Lunar Reconnaissance Orbiter.

Ближайшими соседями кратера являются кратер Дедал на западе; кратер Липский на западе-северо-западе; кратер Конгрев на северо-востоке; гигантский кратер Королёв на востоке; кратер Крукс на юго-востоке и кратер Амичи на юге. Селенографические координаты центра кратера 5°29′ с. ш. 173°16′ з. д. / 5,49° с. ш. 173,26° з. д., диаметр 93,7 км, глубина 2,8 км.
Кратер имеет полигональную форму и значительно разрушен за время своего существования. Вал сглажен, западная часть вала перекрыта скоплением мелких кратеров, к южной части вала примыкает приметный небольшой одиночный кратер. Внутренний склон вала имеет необычно большую ширину, в восточной части внутреннего склона просматриваются остатки террасовидной структуры. Высота вала над окружающей местностью достигает 1460 м , объем кратера составляет 9 029 км3. В центре кратера находится центральный пик необычно большой высоты, большинство пиков имеют высоту только около половины глубины кратера. Дно чаши пересеченное, за исключением небольшой ровной области в южной части.

## Сателлитные кратеры
В соответствии с соглашением эти особенности указаны на лунных картах буквой на наиболее близкой к кратеру Икар стороне середины сателлитного кратера.
| Икар | Координаты                                            | Диаметр, км |
| ---- | ----------------------------------------------------- | ----------- |
| N    | 4°33′ ю. ш. 171°25′ з. д. / 4,55° ю. ш. 171,42° з. д. | 69,4        |
| E    | 5°18′ ю. ш. 168°52′ з. д. / 5,3° ю. ш. 168,86° з. д.  | 18,8        |
| H    | 7°56′ ю. ш. 169°31′ з. д. / 7,93° ю. ш. 169,51° з. д. | 29,1        |
| J    | 7°26′ ю. ш. 170°58′ з. д. / 7,43° ю. ш. 170,97° з. д. | 28,8        |
| Q    | 7°46′ ю. ш. 176°17′ з. д. / 7,77° ю. ш. 176,29° з. д. | 39,5        |
| V    | 3°55′ ю. ш. 176°02′ з. д. / 3,91° ю. ш. 176,04° з. д. | 36,6        |
| X    | 2°15′ ю. ш. 175°41′ з. д. / 2,25° ю. ш. 175,68° з. д. | 44,7        |

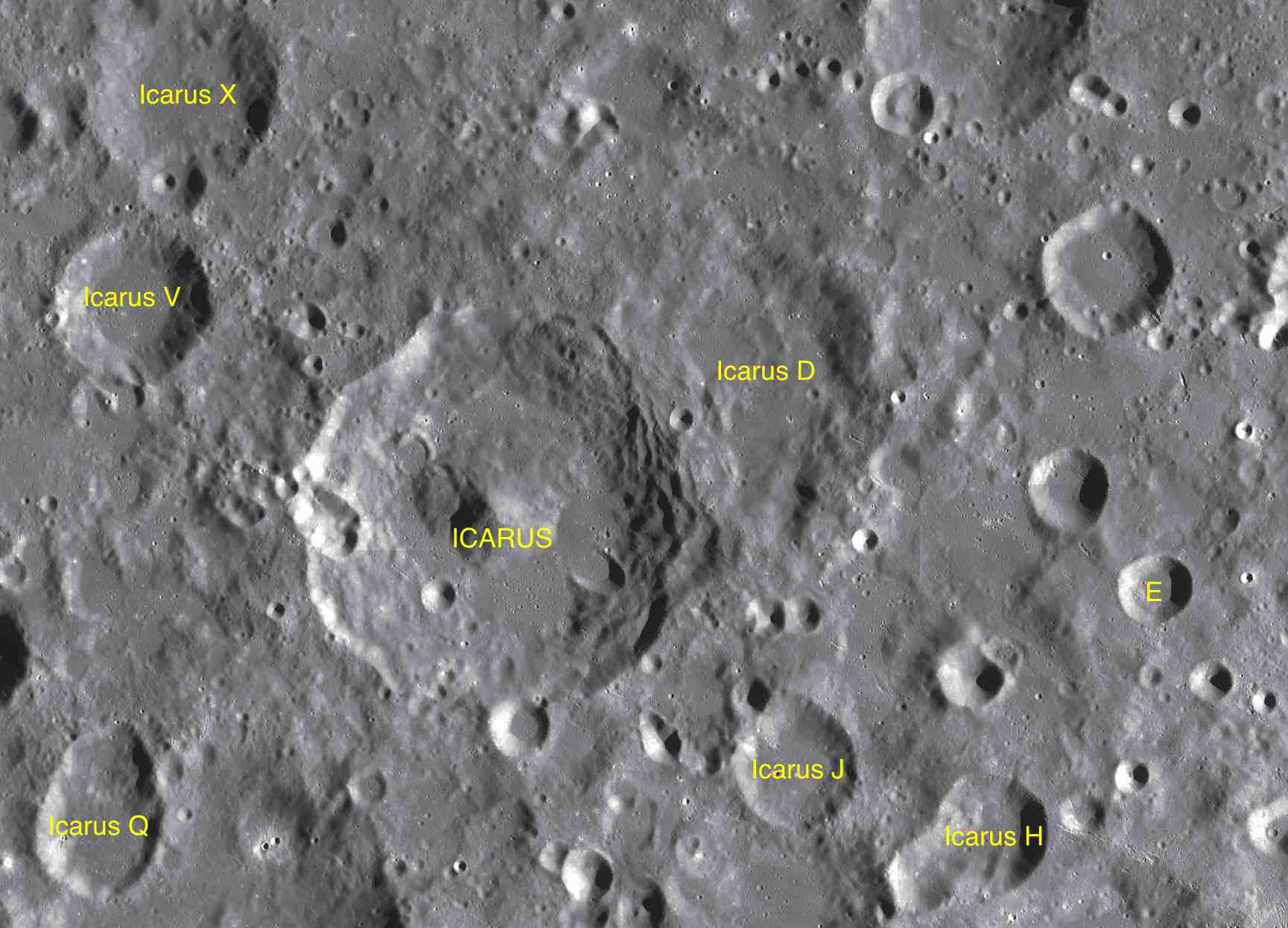
Фрагменты карт LAC-86, LAC-87.

- Образование сателлитного кратера Икар D относится к донектарскому периоду[1].
- Образование сателлитных кратеров Икар J и V относится к нектарскому периоду[1].

## См.также
- Список кратеров на Луне
- Лунный кратер
- Морфологический каталог кратеров Луны
- Планетная номенклатура
- Селенография
- Минералогия Луны
- Геология Луны
- Поздняя тяжёлая бомбардировка